# Quartier des Épinettes

Die Stadtviertel im 17. Arrondissement

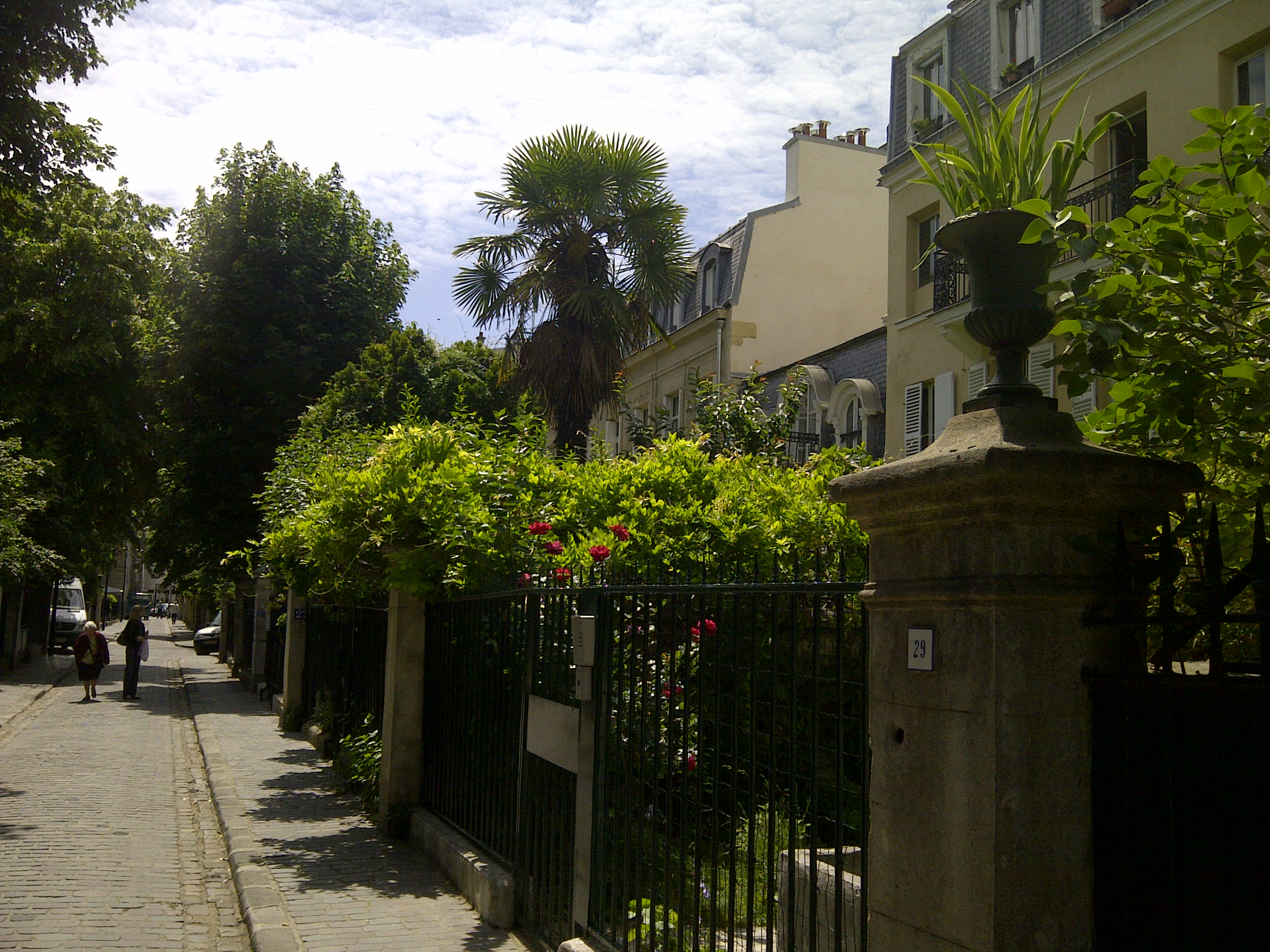
Cité des Fleurs

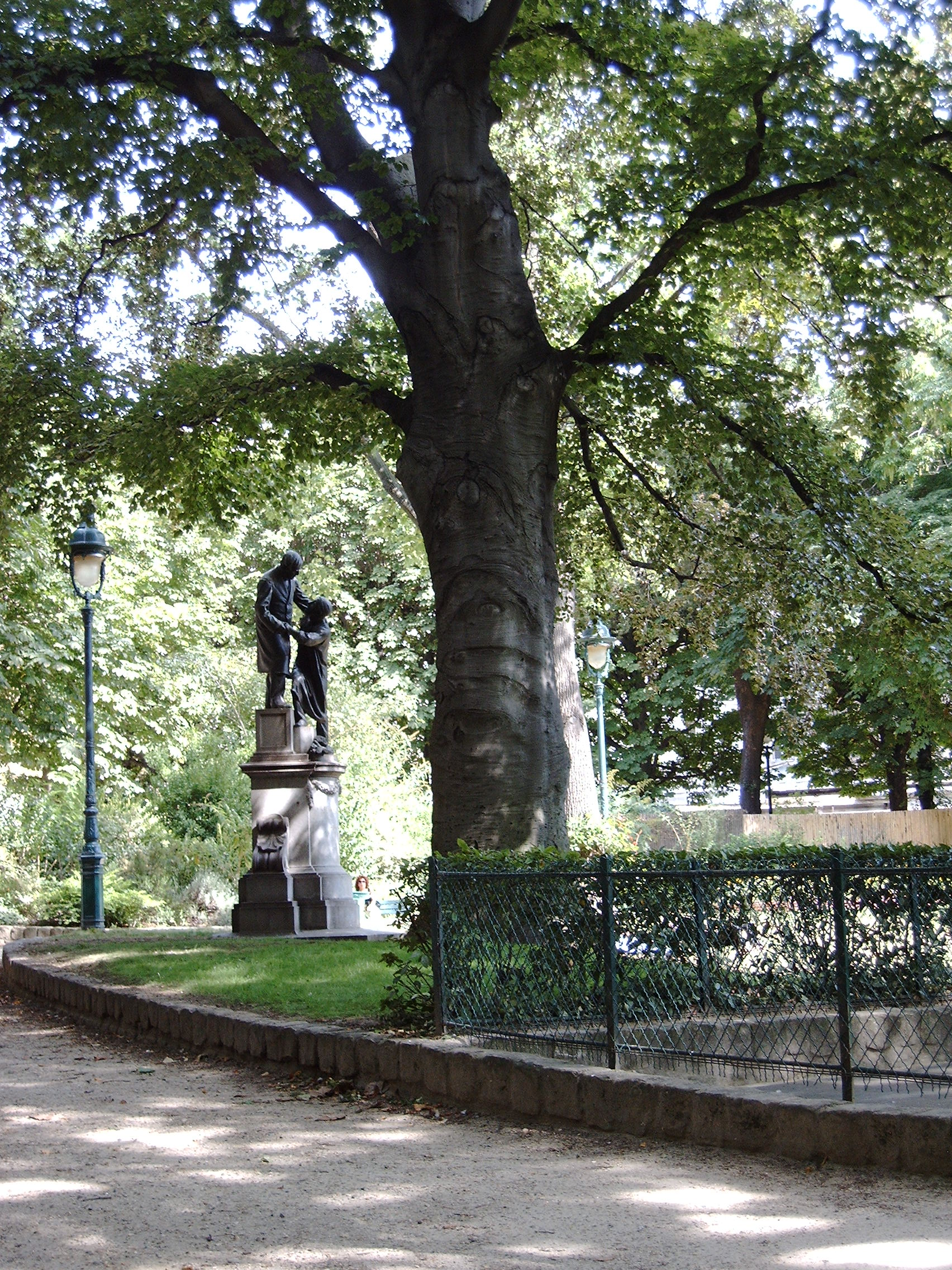
Statue im Square des Épinettes

Das Quartier des Épinettes ist das 68. der 80 Quartiers (Stadtviertel) von Paris im 17. Arrondissement.

## Lage
Der Verwaltungsbezirk im 17. Arrondissement von Paris wird von folgenden Straßen begrenzt:
- Nordwesten: Boulevard
- Südwesten: Avenue de la Porte de Clichy, Avenue de Clichy bis zur Rue Cardinet und weiter südlich die Rue Lemercier zur Rue de la Condamine
- Osten: Avenue de la Porte de Saint-Ouen und ein Teil der Avenue de Clichy

## Namensursprung
Der Ursprung des Namens Épinettes könnte von den (dornigen) Brombeeren stammen, die hier wuchsen und geerntet wurden, oder von einer Rebsorte des Weißburgunders.

## Geschichte

### Vor 1860
Wie der Name schon sagt, handelte es sich um ein rein landwirtschaftlich genutztes Gebiet. 1693 taucht der Name zum ersten Mal in einem Vertrag über einen Gebietstausch auf. Die königlichen Jagdreviere sind in dem Gebiet des heutigen Stadtviertels im Plan von Roussel aus dem Jahr 1730 eingezeichnet: Remise des Épinettes, Remise du Chiendant und Remise du Fond ou des Batignolles.
Les Épinettes war lange Zeit ein Weiler im Ort Batignolles (Damals noch ein Teil der Gemeinde Clichy, die in der Französischen Revolution entstand.), der den Charakter einer Gegend für Landwirtschaft und Jagd hatte. Als die Nachbargemeinden Batignolles und Monceau sich als Nachbarn von Paris im Jahr 1830 stark entwickelt hatten, wurden sie von Clichy getrennt und es entstand die neue Gemeinde Batignolles-Monceau, wobei der Weiler Les Épinettes in die neue Gemeinde integriert wurde. Doch auch sie entwickelte sich zu einem Dorf mit landwirtschaftlichem Hintergrund. 
1840 entstand die Thierssche Stadtbefestigung im Norden der Gemeinde Batignolles-Monceau. Dieser Festungsgürtel trennte die Gemeinde von den anderen Vororten außerhalb der Mauern, wie Clichy oder Saint-Ouen. Ab dem 11. Dezember 1852 wurden die Trasse der Chemin de Fer de Petite Ceinture durch den noch kaum besiedelten Norden von Les Épinettes gelegt, als die Linien der Chemins de fer de l’Ouest und der Compagnie des chemins de fer du Nord (bei La Chapelle) verbunden wurden. 
Das Gesetz vom 16. Juni 18597 löste die Gemeinde Batignolles-Monceau auf, deren Gebiet fast vollständig von Paris annektiert wurde (einschließlich der Befestigungsanlagen und eines Teils der unbebauten Zone dahinter). Les Batignolles, Monceau und Les Épinettes werden in das 17. Arrondissement zusammen mit dem älteren Quartier des Ternes eingegliedert. Ein kleiner Teil von Les Épinettes östlich der Avenue de Saint-Ouen wird jedoch dem 18. Arrondissement zugeordnet. Der Teil zwischen der Route de la Révolte (aktuelle Avenue Victor Hugo in Clichy) und der Thierssche Stadtbefestigung wird wieder in die Gemeinde Clichy integriert. Ein kleiner, noch unbebauter Teil im Süden der Gemeinde Saint-Ouen, aber innerhalb der Befestigung liegend, wurde auch am 3. November 1859 der Verwaltung des Stadtviertels Les Épinettes zugeschlagen.

### Ab 1860, seit der Eingliederung nach Paris
Die eigentliche Bebauung des Viertels beginnt erst ab 1850. Es entstand die Cité des Fleurs. Die Parzellierung des Viertels begann 1860 mit der Haussmannschen Neugestaltung von Paris anlässlich der Eingliederung. Es war vorwiegend eine Arbeiterbevölkerung, denn das Viertel wurde von Industriebetrieben beherrscht: Ernest Goüin et Cie (Ernest Goüin), woraus Société de construction des Batignolles, vorher Spie Batignolles, wurde; die pharmazeutische Glashütte Léon Warin (Rue Ballagny und Impasse Compoint), angrenzend an die Fabrik des Kofferherstellers Moynat, Rue Balagny, jetzt Rue Guy Môquet.
Im 20. Jahrhundert wanderte die Industrie ab und wurde durch Wohnbauten ersetzt. Es wurde ein beliebtes Viertel, in dem Persönlichkeiten der Linken oder der extremen Linken wohnten, wie der zukünftige Führer des kommunistischen Vietnams, Hồ Chí Minh, der kommunistische Abgeordnete Prosper Môquet oder sein Sohn Guy Môquet. In der Impasse Compoint zog die POUM ein. Das Viertel wurde bis in die 1960er und 1970er Jahre von Angestellten oder Facharbeitern bewohnt, wie etwa der Film Zwei in Paris (Antoine et Antoinette) von Jacques Becker aus dem Jahr 1947 zeigt.
Die Thiersche Mauer wurde ab 1920 abgebaut. Im nördlcihen Bereich des Boulevard Bessières beginnt die Urbanisierung. An der Stelle der Mauer und der ihr folgenden Zone entstehen Mietshäuser und Sporteinrichtungen. Nach dem Zweiten Weltkrieg wird das Gebiet um Porte Pouchet Gegenstand eines städtischen Projekts: So wird zwischen 1959 und 1961 der Tour Bois-le-Prêtre, ein Hochhaus, gebaut. Im September 1969 wird der Boulevard périphérique im Abschnitt Porte de Saint-Ouen – Porte d’Asnières eröffnet.

### 21. Jahrhundert
Die Besiedlung des Viertels ändert sich mit dem Anstieg der Immobilienpreise: Die Wohnungen gehen vor allem im Süden an Freiberufler und Führungskräfte wegen der Nähe zu den U-Bahn-Stationen La Fourche, Brochant und Guy Môquet, während das Phänomen im Norden (Boulevard Bessières) begrenzter bleibt.

## Sehenswürdigkeiten
- Square des Épinettes
- Cité des Fleurs
- Parc Martin-Luther-King
- Cimetière des Batignolles (mit den Grabstätten von André Breton, Paul Verlaine, Blaise Cendrars, Ray Ventura oder Benjamin Péret)
- Église Saint-Joseph-des-Épinettes
- Église Saint-Michel des Batignolles

## Berühmte Personen
- Paul Brousse (1844–1912), Arzt und Politiker
- Maria Deraismes (1828–1894), Schriftstellerin, demokratische Humanistin und Frauenrechtlerin, wohnte in der Avenue de Clichy und im Square des Épinettes erinnert eine Statue an sie
- Fréhel (1891–1951), Chanteuse der Zwischenkriegszeit wurde in 2, Boulevard Bessières geboren
- Ernest Goüin (1815–1885), Ingenieur und Gründer der Ernest Goüin et Cie
- Hồ Chí Minh (1890–1969), vietnamesischer Revolutionär und kommunistischer Politiker, wohnte 1920 in der ehemaligen Straße Impasse Compoint
- Alfred Sisley (1839–1899), englischer Maler des Impressionismus, wohnte in der Cité des Fleurs und malte u. a. das Bild Vue de Montmartre, depuis la Cité des Fleurs aux Batignolles